# Mikófalva
Mikófalva là một thị trấn thuộc hạt Heves, Hungary. Thị trấn này có diện tích 14,41 km², dân số năm 2010 là 741 người, mật độ 51 người/km².